# Тонинчхон (станция метро)
«Тонинчхон» (кор. 동인천역) — наземная станция Сеульского метро на Первой (Линия Кёнкин) линии. Название станции дословно означает Восточный Инчхон. Конечная станция для экспресс поездов на Линии Кёнкин. На станции установлены платформенные раздвижные двери.
Она представлена двумя боковыми платформами. Станция обслуживается Корейской национальной железнодорожной корпорацией (Korail). Расположена в квартале Инхён-дон района Чунку города Инчхон (Республика Корея).
На Первой линии поезда Кёнвон экспресс (GWː Gyeongwon) и Кёнкин экспресс (GI: Gyeongin) обслуживают станцию; Кёнбусон красный экспресс (GB: Gyeongbu red express) и Кёнбусон зелёный экспресс (SC: Gyeongbu green express) не обслуживают станцию.
Пассажиропоток — на 1 линии 40 752 чел/день (на 2012 год).